# تأثير التيهور

دالة التعمية SHA-1 تعتبر مثالاً جيداً لتأثير التيهور. فعندما يتغير بت واحد فإن ناتج التعمية يصبح مختلفا تماما.

في علم التعمية، يعرف تأثير التيهور بأنه الخاصية المقصودة في خوارزميات التعمية، تشمل عادةً تعمية الوحدات المُجمَّعة ودالة تلبيد تعموية، التي لو تغير المُدخل بشكل طفيف (على سبيل المثال، تبديل بت واحد) فإن المُخرج يتغير على نحو كبير (فمثلاً قد تتبدل نصف البتات الناتجة). وفي تعمية الوحدات المُجمَّعة ذو الجودة العالية فأي تغيير طفيف في أياً من مفتاح التعمية أوالنص الواضح للتعمية فذلك يؤدي لا محالة إلى تغيير جذري في النص المُعَمَّى. هذا المصطلح اُستخدم لأول مرة من قبل هورست فيستل على الرغم من أن الفكرة تعود مبدئياً لخاصية التعمية «النشر» التي طرحها لكلود شانون.